# 杰克·黑利
杰克·凯文·黑利（英語：Jack Kevin Haley，1964年1月27日—2015年3月16日），美国NBA联盟前职业篮球运动员。他在1987年的NBA选秀中第4轮第10顺位被芝加哥公牛选中。